# Médéric Collignon
 (octobre 2024).
Si vous disposez d'ouvrages ou d'articles de référence ou si vous connaissez des sites web de qualité traitant du thème abordé ici, merci de compléter l'article en donnant les références utiles à sa vérifiabilité et en les liant à la section « Notes et références ».
Médéric Collignon est un cornettiste, saxhorniste et multivocaliste de jazz, né en 1970 à Villers-Semeuse dans les Ardennes.

## Biographie
Médéric Collignon commence le solfège à cinq ans. Il continue son apprentissage à la trompette dès l'âge de sept ans, au conservatoire de Charleville-Mézières. En 1989, il quitte le conservatoire pour changer radicalement de voie. Il passe une année au CMCN (Nancy) puis y enseigne quelque temps.
Ses premières années à Paris, à partir de 1996-97, le conduisent à rencontrer les grands musiciens du jazz français, tels que François Jeanneau, Louis Sclavis (Napoli's Walls), Michel Portal et Denis Badault. Médéric Collignon fait partie de l'ONJ (Orchestre national de jazz) de Paolo Damiani et du second ONJ de Claude Barthélemy, puis du Jazztet de Bernard Struber, du Sacre du Tympan de Fred Pallem, du New Lousadzak de Claude Tchamitchian (album Human Songs) et de l'Andy Emler MegaOctet de 2004 à 2009 (albums Dreams In Tune, West In Peace, On Air et Crouch, Touch, Engage).
Il se produit abondamment dans des formations extrêmement diverses, multiplie les rencontres et les projets alternatifs mêlant parfois plusieurs formes d'art : danse (duo avec Boris Charmatz), conte (duo Machination avec le tromboniste Sébastien Llado), théâtre (L'instrument à pression, pièce de David Lescot avec le comédien Jacques Bonnaffé), slam (duo avec Dgiz).

### Avec Septik
Avec son ensemble Septik (Médéric Collignon, Thomas de Pourquery, Frank Woeste, Matthieu Jérôme, Maxime Delpierre, Jean-Philippe Morel, Philippe Gleizes), il donne une version électrique et déjantée de la musique d'Ennio Morricone, Il était une fois la ré-solution, créée en 2008 au festival Jazz in Marciac.
Un documentaire, intitulée Il était une fois la résolution Collignon, réalisé par Josselin Carré et diffusé sur la chaîne de télévision Mezzo en 2009, lui est consacré.

### Avec Jus de Bocse
Avec son quartet Jus de Bocse (Médéric Collignon, Philippe Gleizes, Frank Woeste, Frédéric Chiffoleau), il enregistre deux albums consacrés à Miles Davis : Porgy and Bess (2006), qui revisite la version de l'opéra de George Gershwin donnée en 1959 par Davis et arrangé par Gil Evans, et Shangri-Tunkashi-La (2010) qui explore la période « électrique » de Davis (1969-1975).
En 2012, Emmanuel Harang (basse) et Yvan Robilliard (claviers) remplacent Frédéric Chiffoleau et Frank Woeste. Avec l'album À la recherche du roi frippé, Victoires du Jazz/Disque de l'année, le quartet revisite le répertoire du groupe de rock progressif King Crimson avec deux quatuors à cordes. Ils transposent les parties de guitare électrique pour des quatuors à cordes,.
En 2014, le cinéaste Josselin Carré lui consacre un documentaire intitulé Médo(S).

## Style
Médéric Collignon est influencé par différents genres musicaux (funk, hard rock, jazz-rock), voire par des compositeurs comme Olivier Messiaen ou Edgard Varèse.
Marqué par une éducation classique et par une grande curiosité musicale doublée d'une forte personnalité, il impose son originalité avec son instrument de prédilection, le cornet à pistons de poche, et développe une grande souplesse d'embouchure. Simultanément, il aborde la voix comme instrument, et se signale par des improvisations vocales qui mêlent scat, techniques de beatbox et vocalisations dans le registre suraigu.
Il utilise des effets électroniques pour déformer sa voix, l'amplifier ou la moduler. Il joue aussi du double cornet, de la trompette à coulisse, du bugle, ainsi que claviers, percussions électroniques, ou simples jouets.

## Distinctions
- 2006 : Grand prix du disque de la musique jazz de l'Académie Charles-Cros pour l'album Porgy and Bess
- 2007 : Victoires du jazz dans la catégorie « Révélation instrumentale française de l’année » (Prix Frank Ténot)
- 2008 : Prix Django-Reinhardt (conjointement avec la saxophoniste Géraldine Laurent)
- 2009 : Django d'Or du spectacle vivant Spedidam
- 2009 :  Chevalier de l'ordre des Arts et des Lettres le 31 mars 2009
- 2010 : Victoires du jazz dans la catégorie « Artiste ou formation instrumentale française de l'année »
- 2013 : Victoires du jazz dans la catégorie « Album de l'année » pour  À la recherche du roi frippé

## Discographie

### Avec Jus de Bocse
- 2006 : Porgy and Bess, Discograph
- 2010 : Shangri-Tunkashi-La, Plus Loin Music
- 2012 : À la recherche du roi frippé, Just Looking
- 2016 : MoOvies, Just Looking

### Participations
- 1998 : La Theory du Reptil, Pee Wee Prod, avec Phil Reptil, Christophe Monniot, Élise Caron
- 2001 : Sereine, Label Bleu, avec Claude Barthélemy
- 2003 : Admirabelamour, Label Bleu, avec l'ONJ Claude Barthélemy
- 2003 : Napoli's Walls, ECM, avec Louis Sclavis
- 2003 : Slanguistic, Believe/Chief Inspector, avec Collectif Slang
- 2004 : Dreams in Tune, Nocturne, avec Andy Emler MegaOctet
- 2006 : Human Songs, Emouvance, avec le New Lousadzak de Claude Tchamitchian
- 2007 : West In Peace, Nocturne, avec Andy Emler MegaOctet
- 2007 : Bamana, Act Music, avec Soriba Kouyaté
- 2007 : Addict, Believe/Chief Inspector, avec Collectif Slang
- 2007 : Camisetas, Believe/Chief Inspector, avec Camisetas
- 2009 : Crouch, Touch, Engage, Naïve Records, avec Andy Emler MegaOctet
- 2011 : Together, Neuklang, avec boNObo-trio
- 2012 : Et me voici, avec Nougarologie (Laure Moinet, Mathieu Debordes, Patrice Joubert, Hervé Joubert), et Didier Lockwood, Maurice Vander, André Minvielle, Koxinel Prod.
- 2014 : The crossing, sur Ghost surfer, de Cascadeur
- 2015 : Un coup de dés jamais n'abolira le hasard, GRRR, avec Jean-Jacques Birgé et Julien Desprez
- 2017: The Eclipse, Musea records, avec Jade (Olivier Frèche, Bernard Brand et Charlie Davot - Autres invités: Mike Ladd et Pierre-Alain Goualch)
- 2020 : Pique-nique au labo, GRRR, avec Jean-Jacques Birgé et Julien Desprez